# Vitacea scepsiformis
Vitacea scepsiformis is een vlinder uit de familie van de wespvlinders (Sesiidae). De wetenschappelijke naam van de soort is voor het eerst geldig gepubliceerd in 1881 door Edwards.
De soort komt voor in het Nearctisch gebied.